# پتار کرسمانوویچ
پتار کرسمانوویچ (متولد ۱ ژوئن ۱۹۹۰) بازیکن والیبال اهل صربستان، عضو تیم ملی صربستان و باشگاه کوزباس است.